# Tom Aspinall
Thomas Paul Aspinall (Salford, 11 de abril de 1993), mais conhecido como Tom Aspinall, é um lutador profissional de MMA britânico que compete na divisão Peso-Pesado do UFC. Aspinall se tornou campeão interino da categoria, ao derrotar Sergei Pavlovich por nocaute durante o UFC 295. E se tornou o campeão linear após a aposentadoria de Jon Jones.

## Carreira e vida pessoal
Aspinall seguiu os passos de seu pai, começando a treinar artes marciais aos sete anos de idade. Depois de também treinar luta livre e boxe, Aspinall fez a transição para o jiu-jitsu brasileiro. Ele ganhou o British Open no jiu-jitsu brasileiro em todas as classes de faixa, exceto na faixa preta. Depois que seu pai se tornou o instrutor de jiu-jitsu do Team Kaobon, Tom se interessou por artes marciais mistas e, eventualmente, fez a transição para o esporte.

## Carreira nas artes marciais mistas

### Início da carreira
Depois de uma carreira amadora de sucesso, Aspinall acumulou um recorde profissional de 5-2 antes de ter problemas para encontrar lutas. Aspinall recorreu ao boxe profissional e após um hiato de 2,5 anos do MMA profissional, Aspinall assinou um contrato de cinco lutas com o Cage Warriors. Aspinall também recebeu um contrato do Ultimate Fighting Championship, mas não se sentiu pronto para a organização e, posteriormente, recusou. Depois de duas finalizações rápidas no Cage Warriors, ele finalmente assinou com o UFC.

### Ultimate Fighting Championship
Aspinall estava originalmente programado para fazer sua estréia promocional contra Raphael Pessoa no UFC Fight Night: Woodley vs. Edwards em 21 de março de 2020. No entanto, Pessoa desistiu da luta alegando uma lesão e foi substituído por Jake Collier, mas este evento foi cancelado devido à pandemia de COVID-19. Posteriormente, a dupla foi deixada intacta e aconteceu em 25 de julho de 2020 no UFC on ESPN 14. Ele venceu a luta por nocaute técnico no primeiro round. Essa vitória lhe rendeu o prêmio Performance da Noite.
A segunda aparição de Aspinall no UFC era contra Sergey Spivak no UFC Fight Night: Moraes vs. Sandhagen em 11 de outubro de 2020. No entanto, Spivak desistiu da luta por razões não reveladas e foi substituído pelo recém-chegado Alan Baudot. Aspinall venceu a luta por nocaute técnico no primeiro round.
Aspinall enfrentou Andrei Arlovski no UFC Fight Night: Blaydes vs. Lewis em 20 de fevereiro de 2021. Ele venceu a luta por finalização no segundo round. Essa vitória lhe rendeu o prêmio Performance da Noite.
Aspinall era esperado para enfrentar Sergei Pavlovich em 4 de setembro de 2021 no UFC Fight Night 191. No entanto, Pavlovich foi removido do cartão no final de agosto devido a supostos problemas de visto que restringiam sua capacidade de viajar e foi substituído por Sergey Spivak. Aspinall venceu a luta por nocaute técnico no primeiro round. A vitória rendeu a Aspinall seu terceiro prêmio bônus de Performance da Noite.
Aspinall estava programado para enfrentar Shamil Abdurakhimov em 19 de março de 2022 no UFC Fight Night 204 em Londres. No entanto, em 21 de janeiro de 2022, foi anunciado que Aspinall enfrentaria Alexander Volkov na luta principal do evento.Aspinall derrotou o russo com uma chave de braço no primeiro round garantindo mais um prêmio de Perfomance da Noite.
Aspinall enfrentou Curtis Blaydes no luta principal do UFC Fight Night 208, também em Londres, onde acabou sofrendo seu primeiro revés dentro do Ultimate, sendo derrotado por TKO em apenas 15 segundos devido a uma lesão no joelho.
Após um ano de hiato devido a lesão, Aspinall retornou para mais um evento principal em Londres, dessa vez no UFC Fight Night 224, enfrentando Marcin Tybura, onde obteve mais uma vitória rápida por nocaute, garantindo mais um prêmio de Perfomance da Noite.
Com apenas duas semanas de antecedência, Aspinall foi chamado para disputar o título interino dos pesados contra Sergei Pavlovich após Jon Jones se lesionar o que levou ao cancelamento do combate entre o Estadunidense e Stipe Miočić. Novamente, Tom venceria no primeiro round em pouco mais de 1 minuto, conquistando mais um prêmio de Perfomance da Noite, mas, mais importante, o título interino dos pesos-pesados.
Aspinall defendeu seu título interino em uma revanche contra Curtis Blaydes no UFC 304, vencendo por nocaute no primeiro round em pouco mais de 1 minuto , ganhando mais um bônus de performance. 
O inglês foi promovido a campeão indiscutível do UFC após a aposentadoria de Jones, no dia 21 de junho de 2025.

## Vida pessoal
Aspinall também é um boxeador profissional com um recorde de 1-0. Aspinall é casado e tem dois filhos e uma filha, sendo um deles diagnosticado com autismo.

## Campeonatos e conquistas

### Artes marciais mistas
- Campeonato de luta final
  - Performance da Noite (Três vezes) vs. Jake Collier, Andrei Arlovski, and Sergey Spivak [10][15][19]

## Recorde de artes marciais mistas
| Cartel no MMA   |             |            |
| 17 lutas        | 14 vitórias | 3 derrotas |
| Por nocaute     | 12          | 1          |
| Por finalização | 3           | 1          |
| Por decisão     | 0           | 1          |

| Res.    | Cartel | Oponente            | Método                                | Evento                                | Data       | Round | Tempo | Local                    | Notas                                                                |
| ------- | ------ | ------------------- | ------------------------------------- | ------------------------------------- | ---------- | ----- | ----- | ------------------------ | -------------------------------------------------------------------- |
| Vitória | 15-3   | Curtis Blaydes      | Nocaute Técnico (socos)               | UFC 304: Edwards vs. Muhammad 2       | 27/07/2024 | 1     | 1:00  | Manchester               | Defendeu o Cinturão Peso Pesado Interino do UFC.                     |
| Vitória | 14-3   | Sergei Pavlovich    | Nocaute (socos)                       | UFC 295: Procházka vs. Pereira        | 11/11/2023 | 1     | 1:09  | Nova Iorque, Nova Iorque | Ganhou o Cinturão Peso Pesado Interino do UFC; Performance da Noite. |
| Vitória | 13-3   | Marcin Tybura       | Nocaute Técnico (cotovelada e socos)  | UFC Fight Night: Aspinall vs. Tybura  | 22/07/2023 | 1     | 1:13  | Londres                  | Performance da Noite.                                                |
| Derrota | 12-3   | Curtis Blaydes      | Nocaute Técnico (lesão)               | UFC Fight Night: Blaydes vs. Aspinall | 23/07/2022 | 1     | 0:15  | Londres                  |                                                                      |
| Vitória | 12-2   | Alexander Volkov    | Finalização (chave de braço)          | UFC Fight Night: Volkov vs. Aspinall  | 19/03/2022 | 1     | 3:45  | Londres                  | Performance da Noite.                                                |
| Vitória | 11-2   | Sergey Spivak       | Nocaute Técnico (cotovelada e socos)  | UFC Fight Night: Brunson vs. Till     | 04/09/2021 | 1     | 2:30  | Las Vegas, Nevada        | Performance da Noite.                                                |
| Vitória | 10-2   | Andrei Arlovski     | Finalização (mata leão)               | UFC Fight Night: Blaydes vs. Lewis    | 20/02/2021 | 2     | 1:09  | Las Vegas, Nevada        | Performance da Noite.                                                |
| Vitória | 9-2    | Alan Baudot         | Nocaute Técnico (cotoveladas e socos) | UFC Fight Night: Moraes vs. Sandhagen | 10/10/2020 | 1     | 1:35  | Abu Dhabi                |                                                                      |
| Vitória | 8-2    | Jake Collier        | Nocaute Técnico (joelhada e socos)    | UFC on ESPN: Whittaker vs. Till       | 25/07/2020 | 1     | 0:45  | Abu Dhabi                | Estreia no UFC; Performance da Noite.                                |
| Vitória | 7-2    | Mickael Ben Hamouda | Nocaute Técnico (socos)               | Cage Warriors 107                     | 28/09/2019 | 1     | 0:56  | Liverpool                |                                                                      |
| Vitória | 6-2    | Sofiane Boukichou   | Nocaute Técnico (lesão)               | Cage Warriors 101                     | 16/02/2019 | 1     | 1:21  | Liverpool                |                                                                      |
| Vitória | 5-2    | Kamil Bazelak       | Nocaute (soco)                        | Full Contact Contender 16             | 18/06/2016 | 1     | 1:16  | Bolton                   |                                                                      |
| Derrota | 4-2    | Łukasz Parobiec     | Desqualificação (cotovelada ilegal)   | BAMMA 25                              | 14/05/2016 | 2     | 3:33  | Birmingham               |                                                                      |
| Vitória | 4-1    | Adrian Ruskac       | Nocaute Técnico (socos)               | Full Contact Contender 15             | 05/03/2016 | 1     | 1:05  | Bolton                   |                                                                      |
| Derrota | 3-1    | Stuart Austin       | Finalização (chave de calcanhar)      | BAMMA 21                              | 13/06/2015 | 2     | 3:59  | Birmingham               |                                                                      |
| Vitória | 3-0    | Satisch Jhamai      | Nocaute Técnico (socos)               | BAMMA 19                              | 28/03/2015 | 1     | 0:09  | Blackpool                |                                                                      |
| Vitória | 2-0    | Ricky King          | Finalização (chave de calcanhar)      | BAMMA 18                              | 21/02/2015 | 1     | 0:49  | Wolverhampton            |                                                                      |
| Vitória | 1-0    | Michał Piszczek     | Nocaute Técnico (socos)               | MMA Versus UK                         | 13/12/2014 | 1     | 0:15  | Manchester               |                                                                      |

## Recorde de boxe profissional
| 1 luta      | 1 vitória | 0 derrotas |
| ----------- | --------- | ---------- |
| Por nocaute | 1         | 0          |

| No. | Resultado | Cartel | Oponente      | Método  | Data                | Round | Tempo | Local                                     | Nota |
| --- | --------- | ------ | ------------- | ------- | ------------------- | ----- | ----- | ----------------------------------------- | ---- |
| 1   | Vitória   | 1-0    | Tamas Bajzath | Nocaute | 24 de junho de 2017 | 1 (4) | 1:24  | Wythenshawe Forum, Manchester, Inglaterra |      |